# Bolitoglossa orestes
Bolitoglossa orestes är en groddjursart som beskrevs av Arden H. Brame, Jr. och David Burton Wake 1962. Bolitoglossa orestes ingår i släktet Bolitoglossa och familjen lunglösa salamandrar. IUCN kategoriserar arten globalt som sårbar. Inga underarter finns listade.